# Oreodera aglaia
Oreodera aglaia là một loài bọ cánh cứng trong họ Cerambycidae.